# 30. ročník udílení Zlatých glóbů
30. ročník udílení Zlatých glóbů se konal 28. ledna 1973 v hotelu Beverly Hilton v Beverly Hills, Los Angeles. Asociace zahraničních novinářů sdružených v Hollywoodu, která Zlatý glóbus uděluje, vyhlásila nominace 16. ledna 1973. Miss Golden Globe byla pro tento rok Kelley Miles, dcera herečky Very Miles.
Nejvíce nominací posbíral muzikál odehrávající se v předválečném Berlíně Kabaret a to devět. Proměnil tři. Nejvíce Glóbů však posbíralo gangsterské drama Kmotr a to pět. Nominován byl na sedm cen. V kategorii cizojazyčných filmů byly vítězné dva švédské snímky od režiséra Jana Troella. Asociace udělila ceny také v nové kategorii nejlepší dokument.
Švédská herečka Liv Ullmann získala Zlatý glóbus za nejlepší ženský herecký výkon v dramatu. Jack Lemmon vyhrál svůj třetí Glóbus. Zpěvačka Diana Ross získala Glóbus za objev roku. Producent Samuel Goldwyn si odnesl Cenu Cecila B. DeMilla za celoživotní přínos.
Po dvou cenách získaly shodně seriály Columbo a All in the Family. Poprvé byl nominovaný seriál z války v Koreji M*A*S*H. Celkově tento legendární seriál za dobu jedenáct let, kdy byl vysílán, vyhrál osm Zlatých glóbů.
Peter Falk si za postavu detektiva Columba odnesl svůj jediný Zlatý glóbus. Na tuto cenu a za tuto postavu byl navržen devětkrát. První nominaci ze svých celkových deseti získal jako objev roku na 18. ročníku za jiný kriminální seriál, než byl Columbo.

## Vítězové a nominovaní

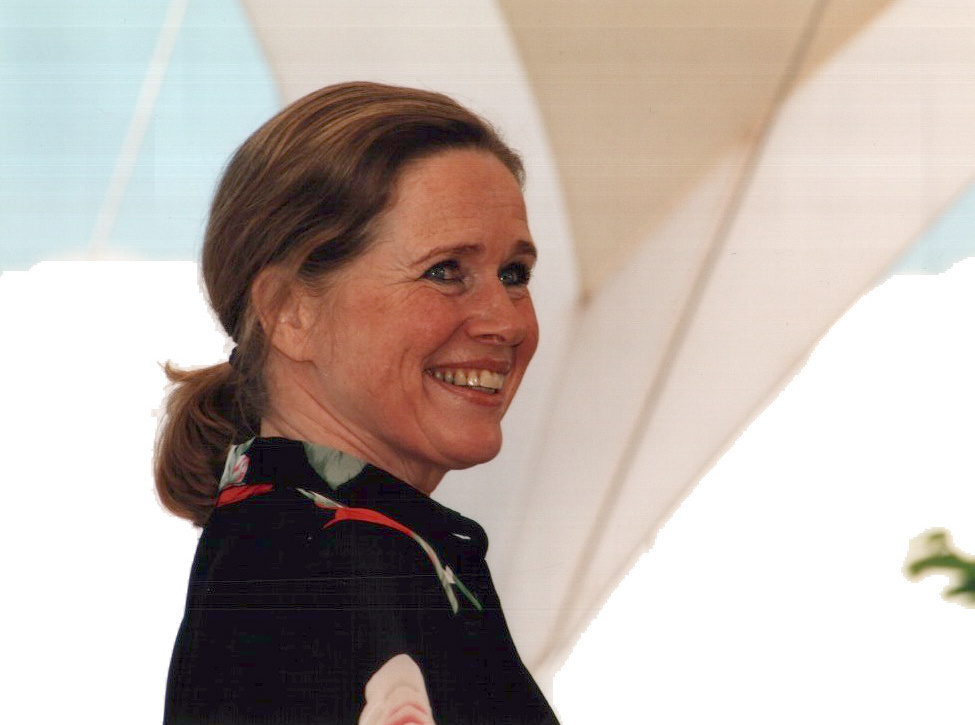
Nejlepší dramatická herečka Liv Ullmann

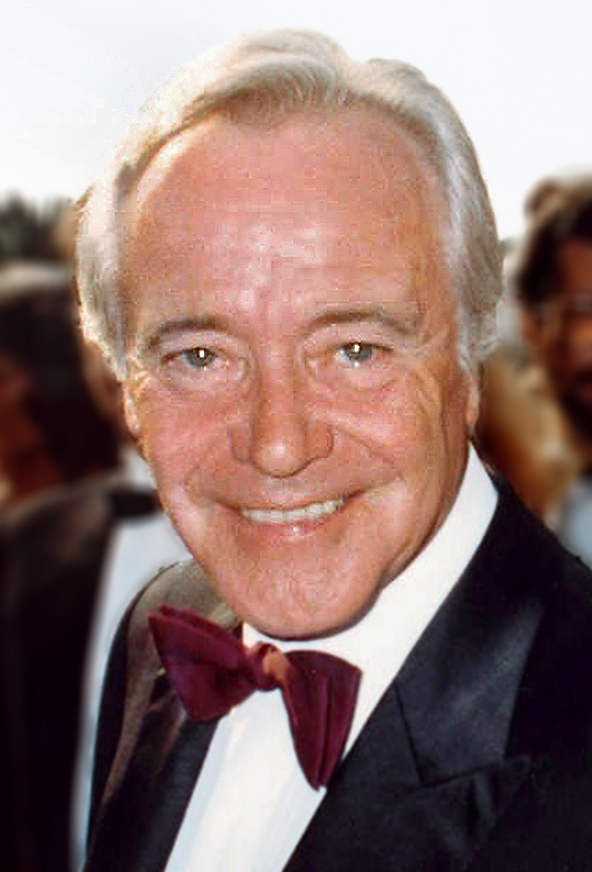
Nejlepší komediální herec Jack Lemmon

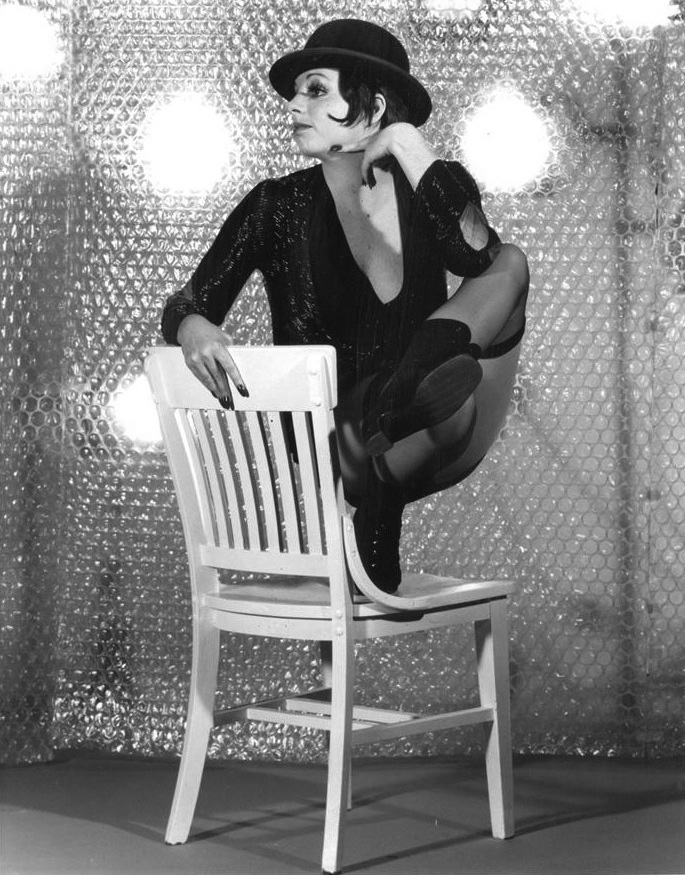
Nejlepší komediální herečka Liza Minnelliová

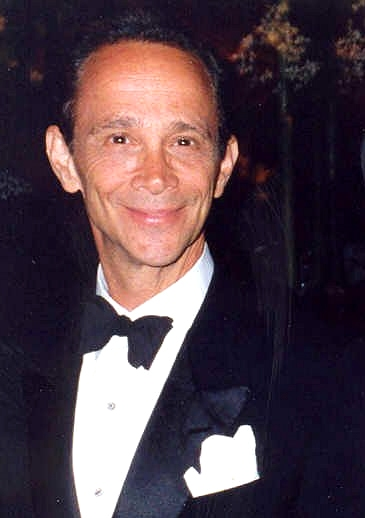
Nejlepší vedlejší herec Joel Grey

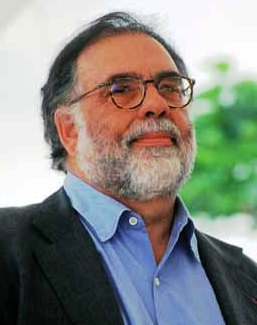
Nejlepší režisér Francis Ford Coppola

### Filmové počiny

#### Nejlepší film (drama)
- Kmotr – producent Albert S. Ruddy
- Vysvobození – producent John Boorman
- Zběsilost – producent Alfred Hitchcock
- Dobrodružství Poseidonu – producent Irwin Allen
- Slídil – producent Morton Gottlieb

#### Nejlepší film (komedie / muzikál)
- Kabaret – producent Cy Feuer
- Nebožtíci přejí lásce – producent Billy Wilder
- Motýli jsou svobodní – producent M. J. Frankovich
- 1776 – producent Jack L. Warner
- Travels With My Aunt – producenti James Cresson, Robert Fryer

#### Nejlepší režie
- Francis Ford Coppola – Kmotr
- John Boorman – Vysvobození
- Bob Fosse – Kabaret
- Alfred Hitchcock – Zběsilost
- Billy Wilder – Nebožtíci přejí lásce

#### Nejlepší herečka (drama)
- Liv Ullmann – Vystěhovalci
- Diana Ross – Billie zpívá blues
- Cicely Tyson – Sounder
- Trish Van Devere – One Is a Lonely Number
- Tuesday Weld – Play It As It Lays
- Joanne Woodward – Vliv gama paprsků na měsíček zahradní

#### Nejlepší herečka (komedie / muzikál)
- Liza Minnelliová – Kabaret
- Carol Burnettová – Pete a Tillie
- Goldie Hawn – Motýli jsou svobodní
- Juliet Mills – Nebožtíci přejí lásce
- Maggie Smith – Travels With My Aunt

#### Nejlepší herec (drama)
- Marlon Brando – Kmotr
- Michael Caine – Slídil
- Laurence Olivier – Slídil
- Al Pacino – Kmotr
- Jon Voight – Vysvobození

#### Nejlepší herec (komedie / muzikál)
- Jack Lemmon – Nebožtíci přejí lásce
- Edward Albert – Motýli jsou svobodní
- Charles Grodin – Dobyvatel srdcí
- Walter Matthau – Pete a Tillie
- Peter O'Toole – Muž jménem La Mancha

#### Nejlepší herečka ve vedlejší roli
- Shelley Winters – Dobrodružství Poseidonu
- Marisa Berenson – Kabaret
- Jeannie Berlin – Dobyvatel srdcí
- Helena Kallianiotes – Kansas City Bomber
- Geraldine Page – Pete a Tillie

#### Nejlepší herec ve vedlejší roli
- Joel Grey – Kabaret
- James Caan – Kmotr
- James Coco – Muž jménem La Mancha
- Alec McCowen – Travels With My Aunt
- Clive Revill – Nebožtíci přejí lásce

#### Objev roku – herečka
- Diana Ross – Billie zpívá blues
- Sian Barbara Allen – You'll Like My Mother
- Marisa Berenson – Kabaret
- Mary Costa – The Great Waltz
- Madeline Kahn – Co dál, doktore?
- Victoria Principal – Život a doba soudce Roy Beana

#### Objev roku – herec
- Edward Albert – Motýli jsou svobodní
- Frederic Forrest – Když legendy umírají
- Kevin Hooks – Sounder
- Michael Sacks – Jatka č. 5
- Simon Ward – Mladý Winston

#### Nejlepší scénář
- Francis Ford Coppola, Mario Puzo – Kmotr
- I. A. L. Diamond, Billy Wilder – Nebožtíci přejí lásce
- Jay Presson Allen, Dave Lewis – Kabaret
- James Dickey – Vysvobození
- Anthony Shaffer – Zběsilost
- Neil Simon – Dobyvatel srdcí

#### Nejlepší hudba
- Nino Rota – Kmotr
- Ron Goodwin – Zběsilost
- Quincy Jones – Útěk
- Michel Legrand – Billie zpívá blues
- John Williams – Dobrodružství Poseidonu

#### Nejlepší filmová píseň
- „Ben“ – Ben, hudba Walter Scharf, text Don Black
- „Carry Me“ – Motýli jsou svobodní, hudba Bob Alcivar, text Randy McNeill
- „Dueling Banjos“ – Vysvobození, hudba Arthur Smith, adaptace Steve Mandell, Eric Weissberg
- „Marmalade, Molasses and Honey“ – Život a doba soudce Roy Beana, hudba Maurice Jarre, text Alan Bergman, Marilyn Bergman
- „Mein Herr“ – Kabaret, hudba John Kander, text Fred Ebb
- „Money“ – Kabaret, hudba John Kander, text Fred Ebb
- „Song From The Poseidon Adventure (The Morning After)“ – Dobrodružství Poseidonu, hudba a text Joel Hirschhorn, Al Kasha
- „Take Me Home“ – Molly and Lawless John, hudba Johnny Mandel, text Alan Bergman, Marilyn Bergman

#### Nejlepší zahraniční film (v jiném než anglickém jazyce)
- Vystěhovalci a Nová země – režie Jan Troell, Švédsko
- Šepoty a výkřiky – režie Ingmar Bergman, Švédsko
- Nenápadný půvab buržoazie – režie Luis Buñuel, Francie
- Řím – režie Federico Fellini, Itálie
- Espejismo – režie Armando Robles Godoy, Peru

#### Nejlepší zahraniční film (v anglickém jazyce)
- Mladý Winston – režie Richard Attenborough, Velká Británie
- Images – režie Robert Altman, Velká Británie
- Divočina patří lvům – režie Jack Couffer, Velká Británie
- The Ruling Class – režie Peter Medak, Velká Británie
- Zee a spol. – režie Brian G. Hutton, Velká Británie

#### Nejlepší dokumentární film
- Elvis na turné – režie Robert Abel, Pierre Adidge
- Walls of Fire – režie Herbert Kline, Edmund Penney
- Russia – režie Theodore Holcomb, Kira Muratova
- Sapporo Orinpikku – režie Masahiro Shinoda
- Marjoe – režie Sarah Kernochan, Howard Smith

### Televizní počiny

#### Nejlepší televizní seriál (drama)
- Columbo
- America
- Mannix
- Medical Center
- The Waltons

#### Nejlepší televizní seriál (komedie / muzikál)
- All in the Family
- M*A*S*H
- The Mary Tyler Moore Show
- Maude
- The Sonny and Cher Comedy Hour

#### Nejlepší televizní film
- That Certain Summer
- Footsteps
- The Glass House
- Kung Fu
- A War Of Children

#### Nejlepší televizní speciál (varieté / muzikál)
- La vita di Leonardo Da Vinci
- Podmořský svět Jacquese Cousteaua[p 1][9]
- Playhouse 90[p 2][9]
- The Search for the Nile
- 1972 Summer Olympics[p 3][9]

#### Nejlepší herečka v seriálu (drama)
- Gail Fisher – Mannix
- Ellen Corby – The Waltons
- Anne Jeffreys – The Delphi Bureau
- Michael Learned – The Waltons
- Peggy Lipton – The Mod Squad
- Susan Saint James – McMillan and Wife

#### Nejlepší herečka v seriálu (komedie / muzikál)
- Jean Stapleton – All in the Family
- Julie Andrews – The Julie Andrews Hour
- Beatrice Arthur – Maude
- Carol Burnettová – The Carol Burnett Show
- Mary Tyler Moore – The Mary Tyler Moore Show

#### Nejlepší herec v seriálu (drama)
- Peter Falk – Columbo
- Mike Connors – Mannix
- William Conrad – Cannon
- Chad Everett – Medical Center
- David Hartman – The Bold Ones: The New Doctors
- Robert Young – Marcus Welby, M.D.

#### Nejlepší herec v seriálu (komedie / muzikál)
- Redd Foxx – Sanford and Son
- Alan Alda – M*A*S*H
- Bill Cosby – The New Bill Cosby Show
- Paul Lynde – The Paul Lynde Show
- Carroll O'Connor – All in the Family
- Flip Wilson – The Flip Wilson Show

#### Nejlepší herečka ve vedlejší roli (seriál)
- Ruth Buzzi – Rowan & Martin's Laugh-In
- Susan Dey – The Partridge Family
- Valerie Harper – The Mary Tyler Moore Show
- Vicki Lawrence – The Carol Burnett Show
- Audra Lindley – Bridget Loves Bernie
- Sally Struthers – All in the Family
- Elena Verdugo – Marcus Welby, M.D.

#### Nejlepší herec ve vedlejší roli (seriál)
- James Brolin – Marcus Welby, M.D.
- Ed Asner – The Mary Tyler Moore Show
- Ted Knight – The Mary Tyler Moore Show]
- Harvey Korman – The Carol Burnett Show
- Rob Reiner – All in the Family

### Zvláštní ocenění

#### Henrietta Award (Oblíbenci světového filmu)
- herečka Jane Fonda
- herec Marlon Brando

#### Cena Cecila B. DeMilla
- Samuel Goldwyn